# Staryj Jar
Staryj Jar (ukrainisch Старий Яр; russisch Старый Яр Stary Jar, polnisch Jażów Stary oder Jazów Stary, deutsch Alt-Jazow) ist ein Dorf in der westukrainischen Oblast Lwiw mit etwa 1300 Einwohnern.
Am 12. Juni 2020 wurde das Dorf ein Teil neu gegründeten Stadtgemeinde Jaworiw im Rajon Jaworiw; bis dahin bildete es zusammen 7 weiteren Dörfern die Landratsgemeinde Saluschschja (Залузька сільська рада/Saluska silska rada) im Rajon Jaworiw.

## Geschichte
Staryj Jar (Alt-Jazow) ist, wie der Name vermuten lässt, älter als Nowyj Jar (Neu-Jazow). Es wurde in den Jahren 1454 und 1456 als Iezow erwähnt, und zwar später als Jezow (1578), Stary Ieżow (1661–1665), Stary Jazów (1756) und Stary Jażow (1780). Der ursprüngliche Name ist abgeleitet vom Wort jaz/яз (Stauwehr) mit der Form je- (polnisch a – ruthenisch e). Die heutige Jar bedeutet etwa Tal oder Niederung.
Die Siedlung gehörte zunächst zum Lemberger Land in der Woiwodschaft Ruthenien der Adelsrepublik Polen-Litauen. Sie erhielt das Deutsche Recht im Jahre 1506. Bei der Ersten Teilung Polens kam das Dorf 1772 zum neuen Königreich Galizien und Lodomerien des habsburgischen Kaiserreichs (ab 1804), seit 1867 war sie dann hier im Bezirk Jaworów eingegliedert.
Im 19. Jahrhundert gab es dort einige deutsche Protestanten, die hatten ein Bethaus und eine Schule mit 1 Klasse. Sie gehörten zur Pfarrei Hartfeld.
Im Jahre 1900 hatte die Gemeinde Jazów Stary 499 Häuser mit 2979 Einwohnern, davon 2739 ruthenischsprachige, 140 deutschsprachige, 97 polnischsprachige, 2742 griechisch-katholische, 97 römisch-katholische, 70 Juden, 70 anderen Glaubens.
Nach dem Ende des Polnisch-Ukrainischen Kriegs 1919 kam die Gemeinde zu Polen. Im Jahre 1921 hatte die Gemeinde Jażów Stary 532 Häuser mit 2942 Einwohnern, davon 2815 Ruthenen, 75 Polen, 45 Juden (Nationalität), 7 Deutschen, 2822 griechisch-katholische, 62 römisch-katholische, 8 evangelische, 50 Juden (Religion).
Im Zweiten Weltkrieg gehörte der Ort zuerst zur Sowjetunion und ab 1941 zum Generalgouvernement, ab 1945 wieder zur Sowjetunion, heute zur Ukraine.

## Sehenswürdigkeiten

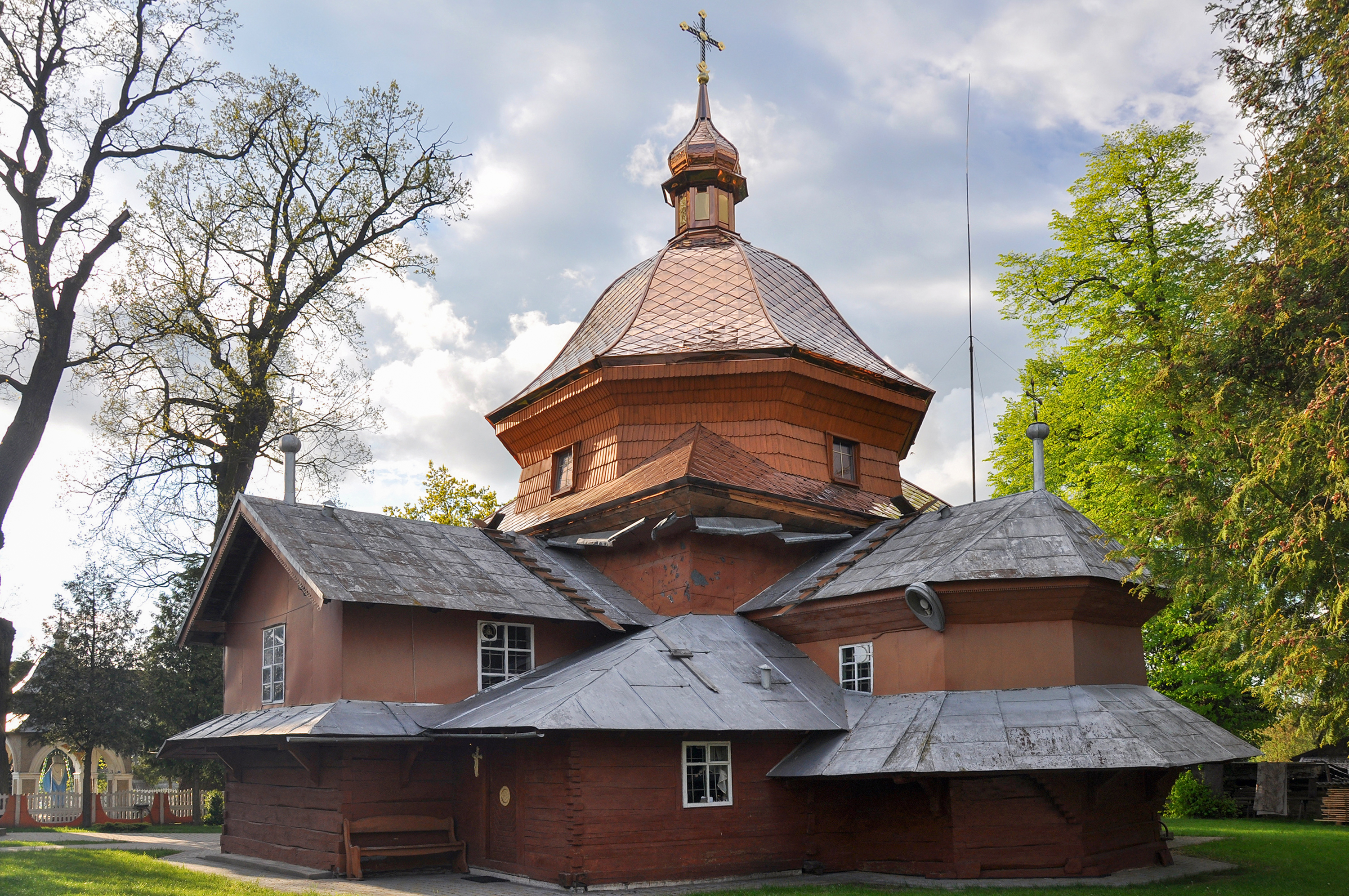
Kirche

- Orthodoxe Kirche aus Holz, 1638 erbaut;